# Alain Goma
Alain Goma (* 5. Oktober 1972 in Sault, Vaucluse) ist ein ehemaliger französischer Fußballspieler. Als Innenverteidiger, der bei der AJ Auxerre ausgebildet wurde und 1996 das „Double“ aus französischer Meisterschaft und Pokal gewann (nach einem ersten Pokalgewinn im Jahr 1994), ging er im Sommer 1999 nach England und war dort in der Premier League für Newcastle United und den FC Fulham aktiv.

## Sportlicher Werdegang

### AJ Auxerre
Goma wurde im Südosten Frankreichs im Département Vaucluse geboren, wuchs aber in der Umgebung von Paris auf. Nachdem er zu Beginn seiner Fußballerkarriere in der Heimat in Versailles ausgebildet worden war, schloss er sich der Jugendakademie der AJ Auxerre an. Beim Übergang in den Profibereich agierte er zunächst als rechter (und zeitweise linker) Verteidiger, da die Konkurrenz in der Abwehrmitte zu reichhaltig war. Da seine Qualitäten auf der Außenbahn jedoch nicht zur Geltung kamen, musste er sich für eine Chance als Innenverteidiger gedulden. Erster Höhepunkt war das Erreichen des 1993er Halbfinals im UEFA-Pokal, das gegen Borussia Dortmund unglücklich im Elfmeterschießen verloren ging. Im Verlauf der Saison 1993/94 eroberte er sich einen Stammplatz und stand in der Startelf, die im Finale des französischen Pokals den HSC Montpellier mit 3:0 besiegte. Zwei Jahre später wurde dieser Erfolg noch übertroffen mit dem „Double“ aus französischer Meisterschaft und Pokal. Dabei hatte sich der Verein stets in Bescheidenheit geübt, war lange Zeit im Windschatten von Paris Saint-Germain als Zweitplatzierter gewesen und nutzte dann eine Pariser Schwächephase. Goma hatte sich zu einer zentralen Säule der erfolgreichen 1990er-Mannschaft von Auxerre entwickelt.
Nach den langen Jahren in Auxerre im stabilen Umfeld des langjährigen Trainers Guy Roux plante Goma ursprüglich den Sprung in die englische Premier League, aber nach Meniskusproblemen ab Anfang 1997 sprangen einige Interessenten ab. So zog es ihn stattdessen zum Hauptstadtklub Paris Saint-Germain, gegen den er in seiner Versailler Zeit häufig angetreten war. Die Ablösesumme betrug 19 Millionen Francs (ca. 3 Millionen Euro).

### Paris Saint-Germain
Goma kam zu einem Verein, der sich im Umbruch befand und er traf dort einige ehemalige Mitspieler aus französischen Jugendmannschaften (Bruno Carotti, Eric Rabesandratana, Nicolas Ouédec und Yann Lachuer). Die Führung im Verein war ausgetauscht wurden. Als Präsident folgte Charles Biétry auf Michel Denisot und Alain Giresse wurde neuer Trainer. Giresse, der ein wichtiger Grund für Goma für den Wechsel zu PSG war, verpflichtete eine große Anzahl von neuen Spielern, wurde aber bereits nach kurzer Zeit durch Artur Jorge ersetzt, der auch nur für eine kurze Zeit wirkte und von Philippe Bergeroo beerbt wurde. Entsprechend wenig konstant zeigten sich die Leistungen und zum Ende der Saison 1998/99 belegte der Klub nur den neunten Abschlusstabellenplatz. Dazu kam ein entäuschendes Abschneiden im Europapokal der Pokalsieger, als PSG bereits in der ersten Hauptrunde an dem israelischen Vertreter Maccabi Haifa scheiterte. Nach einem 1:1 im Heimspiel unterlief Goma im Rückspiel in den Schlusssekunden ein Eigentor zu 2:3-Endstand. Unter Bergeroo hat Goma zeitweise als Linksverteidiger zwecks Absicherung für Steve Marlet gespielt. Goma blieb letztlich nur ein Jahr in Paris und im Juni 1999 wechselte er für 40 Millionen Francs nach England zu Newcastle United.

### Newcastle United
Die Umstellung von Paris in den Nordosten Englands fiel Goma schwer und in anderthalb Jahren bestritt Goma vergleichsweise wenige 33 Premier-League-Partien. In der von Alan Shearer angeführten Mannschaft versuchte Trainer Ruud Gullit verstärkt auf Akteure vom europäischen Festland zu setzen, aber eine Serie von sechs Niederlagen sorgte dafür, dass der Niederländer seinen Job verlor und durch Bobby Robson ersetzt wurde. Während Gullit auf eine Mischung von englischen und ausländischen Spielern gebaut hatte, setzte Robson mehr auf einheimische Akteure. Dies führte zwangsläufig zu Spannungen im Kader, da die englischen Spieler, die Gullit nicht gemocht hatten, in Robson ein Idol sahen. So wechselte Goma im März 2001 für vier Millionen Pfund zum FC Fulham, der zwar nur in der zweiten Liga spielte, aber bereits fünfzehn Punkte Vorsprung auf den Zweitplatzierten hatte.

### FC Fulham
Neben dem Umstand, dass Fulham kurz darauf den Aufstieg in Premier League realisierte, hatte der Wechsel nach London persönliche Gründe. Dazu war Fulham im Rahmen der „Al-Fayed-Revolution“ Teil eines interessanten Projekts, das dazu von Gomas Landsmann Jean Tigana trainiert wurde. Anders als bei eher klassischen englischen Vereinen, konnte das französische Fitnessteam Gomas Haltungsprobleme behandeln, koordinierten eine Zusammenarbeit mit einem Osteopathen und sorgten dafür, dass sich sein Körper wieder im Gleichgewicht befand.
In den ersten beiden vollständigen Spielzeiten war er Stammspieler unter Tigana und im Verlauf der Saison 2003/04 verlängerte er seinen Vertrag bis Sommer 2006. Während dieser Spielzeit absolvierte er sein 100. Pflichtspiel für die „Cottagers“, nachdem er zuvor zwei Monate verletzungsbedingt hatte pausieren müssen. Als danach jüngere Spieler wie Zat Knight aufstrebten und Goma zudem in Tiganas Nachfolger Chris Coleman keinen uneingeschränkten Fürsprecher hatte, blieb ihm in den letzten beiden Jahren nur die Rolle des Ergänzungsspielers. Er zählte dann im Mai 2006 zu insgesamt Spielern, denen in Fulham kein neuer Vertrag mehr angeboten wurde.

### al-Wakrah SC
Gomas letzte Station war der al-Wakrah SC in Katar, der von Mehmed Baždarević trainiert wurde. Dort verbrachte er vier Monate und zollte früh den körperlichen Strapazen aufgrund der Hitze Tribut. Nach dem Ende dieses Abenteuers und kleineren Strapazen, den eingezogenen Reisepass zurückzubekommen, kehrte er nach England zurück, beendete die aktive Laufbahn und arbeitete später in London im Immobiliensektor sowie als Physiotherapeut.

### Französische Nationalmannschaft
Obwohl Goma in nahezu allen Altersklassen für französische Auswahlmannschaften gespielt hatte, war seine Karriere in der A-Nationalmannschaft kurz. Sein Debüt gab er im Jahr 1996 gegen die Türkei (4:0), dem nur noch ein zweiter Einsatz als Ersatz für Frank Lebœuf kurz nach der WM-Endrunde 1998 in Frankreich auswärts gegen Österreich (2:2) folgte.

## Titel/Auszeichnungen
- Französische Meisterschaft (1): 1995/96
- Französischer Pokal (2): 1993/94, 1995/96
- Trophée des Champions (1): 1998
- UEFA Intertoto Cup (1): 2002